# Vulgata
Vulgata (lat.), tradicijski je naziv za prijevod Biblije na latinski što ga je učinio sv. Jeronim po nalogu pape Damasa od 383. do 405. – 406.

## Povijest
Na pučki latinski preveo je Stari zavjet s hebrejskoga i aramejskoga jezika, a Novi zavjet na temelju grč. izvornika. Jeronimov je prijevod zamijenio ranije latinske prijevode (npr. prijevod poznat pod imenom Itala), a od VII. st. bio je općenito prihvaćan u svim kršćanskim crkvama. Tridentski sabor (1546.) odredio je prema Vulgati kanon Svetog pisma. Tiskana je u mnogim izdanjima i podloga je većini prijevoda Biblije. Od 1907. benediktinci rim. opatije sv.Jeronima radili su na usklađivanju Vulgate s dostignućima moderne tekstualne kritike; Nova Vulgata, dovršena 1979. godine.

## Vanjske poveznice
|  | Zajednički poslužitelj ima još gradiva o temi Vulgata |